# Parthenicus boutelouae
Parthenicus boutelouae är en insektsart som beskrevs av Knight 1968. Parthenicus boutelouae ingår i släktet Parthenicus och familjen ängsskinnbaggar. Inga underarter finns listade i Catalogue of Life.